# 1995 год в истории метрополитена
В этой статье перечисляются основные  события из истории метрополитенов в 1995 году. Полужирным шрифтом выделены открытия новых транспортных систем.

## События

### Первое полугодие
- 1 марта — на действующем участке открыта 13-я станция метрополитена Хельсинки — «Кайсаниеми».
- 20 марта — «Аум Синрикё» атаковал метро Токио.
- 7 апреля — открыт Варшавский метрополитен, 1-я линия с 11-ю станциями: «Кабаты» (A1), «Натолин» (A2), «Имелин» (A3), «Стоклосы» (A4), «Урсынув» (A5), «Служев» (A6), «Виляновска» (A7), «Вежбно» (A8), «Рацлавицка» (A9), «Поле Мокотовске» (A10), «Политэхника» (A11).
- 6 мая — открыта первая очередь Алексеевской линии Харьковского метрополитена со станциями: «Метростроителей», «Площадь Восстания», «Архитектора Бекетова», «Госпром», «Научная». В Харькове 26 станций.

### Второе полугодие
- 3 июля — открыты две новых станции Минского метрополитена — «Молодёжная» и «Пушкинская».
- 9 октября — закрытие для пассажиров станции «Кванмён» Пхеньянского метрополитена.
- 28 октября — открыта станция Мюнхенского метрополитена «Гархинг-Хохбрюк». В столице Баварии 78 станций.
- 11 ноября — открыт метрополитен Бильбао.
- 20 ноября — участок «Каширская» — «Каховская» был выделен в самостоятельную Каховскую линию Московского метрополитена.
- 4 декабря — в связи с размывом было прекращено движение поездов на перегоне «Площадь Мужества» — «Лесная» Петербургского метрополитена.
- 27 декабря — открыта первая очередь депо ТЧ-1 «Диёвка» Днепропетровского метрополитена.
- 28 декабря — открыт первый участок Люблинской линии Московского метрополитена со станциями: Чкаловская, Римская, Крестьянская застава, Кожуховская, Печатники и Волжская.
- 29 декабря — открыт Днепропетровский метрополитен (на сегодняшний день[когда?] самый[значимость факта?] короткий[источник не указан 1744 дня] в мире — 1 линия, 6 станций). Первый участок длиной 7,8 км с 6-ю станциями: «Вокзальная», «Метростроителей», «Металлургов», «Заводская», «Проспект Свободы», «Коммунаровская».

## Происшествия
| Дата       | Метро                   | Погибли | Пострадали | Описание |
| ---------- | ----------------------- | ------- | ---------- | --- |
| 20 марта   | Токийский метрополитен  | 13      | >6.300     | Зариновая атака на станциях метро «Касумигасэки» и «Нагататё». Первый и единственный теракт в истории метрополитена с использованием отравляющих веществ, а также крупнейший теракт с большим количеством пострадавших |
| весна      | Московский метрополитен | 0       | 0          | Из-за неисправности загорелась ходовая часть вагона в перегонном тоннеле |
| 25 июля    | Парижский метрополитен  | 8       | 117        | ??? |
| осень      | Московский метрополитен | 0       | 0          | Из-за неисправности электросистемы загорелся поезд на станции |
| 6 октября  | Парижский метрополитен  | 0       | 13         | ??? |
| 17 октября | Парижский метрополитен  | 0       | 30         | ??? |
| 28 октября | Бакинский метрополитен  | 289     | 270        | В 18:00 вечера на перегоне между станциями «Улдуз» и «Нариман Нариманов» загорелся тяговый двигатель одного из вагонов поезда. Растерявшийся машинист принял ошибочное решение остановить состав в узком тоннеле (5,6 метров высотой, 5 метров шириной) в 200-х метрах от станции «Улдуз», что привело к многочисленным человеческим жертвам и пострадавшим. Крупнейший по числу жертв и пострадавших инцидент в истории всех метрополитенов мира |